# کریستین استوانی
کریستین ریکاردو استوانی کوربلو (اسپانیایی: Cristhian Ricardo Stuani Curbelo‎؛ زاده ۱۲ اکتبر ۱۹۸۶) بازیکن فوتبال اهل اروگوئه است که برای باشگاه فوتبال ژیرونا بازی می‌کند.
وی همچنین در تیم ملی فوتبال اروگوئه بازی کرده‌است. او اسطوره و کاپیتان باشگاه ژیرونا است.

## آمار ملی

### بازی‌های ملی
| اروگوئه | اروگوئه | اروگوئه | اروگوئه |
| سال     | بازی    | گل      | پاس گل  |
| ------- | ------- | ------- | ------- |
| ۲۰۱۲    | ۱       | ۰       | ۰       |
| ۲۰۱۳    | ۶       | ۲       | ۱       |
| ۲۰۱۴    | ۱۱      | ۲       | ۰       |
| ۲۰۱۵    | ۸       | ۱       | ۱       |
| ۲۰۱۶    | ۶       | ۰       | ۱       |
| ۲۰۱۷    | ۶       | ۰       | ۰       |
| ۲۰۱۸    | ۸       | ۰       | ۰       |
| ۲۰۱۹    | ۴       | ۳       | ۱       |
| مجموع   | ۵۰      | ۸       | ۴       |

### گل‌های ملی
| شماره | تاریخ           | میزبان      | بازی ملی | حریف         | نتیجه | رقابت                  |
| ----- | --------------- | ----------- | -------- | ------------ | ----- | ---------------------- |
| ۱     | ۱۰ سپتامبر ۲۰۱۳ | مونته ویدئو | ۴        | کلمبیا       | ۲–۰   | مقدماتی جام جهانی ۲۰۱۴ |
| ۲     | ۱۳ نوامبر ۲۰۱۳  | امان        | ۶        | اردن         | ۵–۰   | مقدماتی جام جهانی ۲۰۱۴ |
| ۳     | ۳۱ مه ۲۰۱۴      | مونته ویدئو | ۹        | ایرلند شمالی | ۱–۰   | دوستانه                |
| ۴     | ۵ ژوئن ۲۰۱۴     | مونته ویدئو | ۱۰       | اسلوونی      | ۲–۰   | دوستانه                |
| ۵     | ۵ سپتامبر ۲۰۱۵  | پاناماسیتی  | ۲۳       | پاناما       | ۱–۰   | دوستانه                |
| ۶     | ۲۲ مارس ۲۰۱۹    | نانینگ      | ۴۷       | ازبکستان     | ۳–۰   | جام چین ۲۰۱۹           |
| ۷     | ۲۲ مارس ۲۰۱۹    | نانینگ      | ۴۷       | ازبکستان     | ۳–۰   | جام چین ۲۰۱۹           |
| ۸     | ۲۵ مارس ۲۰۱۹    | نانینگ      | ۴۸       | تایلند       | ۴–۰   | جام چین ۲۰۱۹           |